# 憲法調査会
憲法調査会（けんぽうちょうさかい）は、日本国憲法に関する調査・研究・審議等を行うために日本の国会の各議院、内閣、政党などに設置されている機関・組織である。

## 内閣の憲法調査会
日本国憲法成立以前の内閣による憲法調査は幣原内閣の下、1945年10月から1946年2月まで行われたことがある。
日本国憲法下での初めての内閣の憲法調査会は1956年（昭和31年）6月11日、第3次鳩山一郎内閣の下で、日本国憲法に関係する諸問題を調査審議するため、委員会的機関として発足した（昭和31年法律第140号憲法調査会法）。
委員の構成は、総数は50名以内（うち国会議員30名以内、学識経験者20名以内）で、委員間の互選により会長1名、副会長2名が選出された。委員会の下に憲法の各章の調査を分担して担当する第1・第2・第3委員会が設けられ、また憲法制定経過の調査のための小委員会もあった。その他、必要に応じて専門委員が増置され、常設の事務局が庶務を処理した。
第1回総会は1957年8月13日に開催され、その後満7年、足かけ9年に渡って参考人招致、公聴会開催、諸外国への調査団派遣などが行われた。その結果、1964年（昭和39年）7月3日、調査審議の結果をとりまとめた憲法調査会報告書が第3次池田内閣及び国会に提出された。
この報告書は、憲法の各章に関する論点や、各論点に対する対立意見が纏めたものであり、本文1,200頁、付属文書4,300頁に及ぶ膨大な調査報告書である。8月4日には32頁に渡る官報号外が発行され、報告書の構成や論点が説明された。
憲法調査会は報告書の提出を達成し、1965年（昭和40年）6月3日に解散した（昭和40年法律116号）。

### 憲法調査会報告書（1964年）
憲法調査会報告書は4編の構成となっている。原文は漢数字が使用されているが、以下、算用数字に置き換える。
第1編から第3編は、積み重ねられた調査審議の内容を明らかにするため、調査会設立経過にまで遡って経緯を説明している。
第4編は、9年間に及ぶ調査の結果、到達した結論を報告する。概要は次のとおり。
- 第1章　総　説
- 第2章　日本国憲法の基本問題
- 第3章　日本国憲法の前文および各章の重要問題
- 第4章　日本国憲法の改正の要否

特に第3章の「司法」の項では司法権拡大強化の基本原則が述べられているが、これにつき八木秀次他の委員は、「司法権の補正のための（憲法）改正は必要である」と共同意見を提出した。

### 付属文書
付属文書は全12号で構成されている。
- 第1号　憲法調査会における各委員の意見 - 調査会における各委員の個別的意見を分類し総括したもの。本文第4編に対応している。

- 第2号　憲法制定の経過に関する小委員会報告書 - 日本国憲法制定経過の調査のための小委員会による報告書。第2次世界大戦の経過、ポツダム宣言の受諾にまでさかのぼり、また、国民投票が行われなかった国際的・国内的な背景も詳細に報告している[4]。

第3号から5号は、日本国憲法の運用の実態調査のために設けられた第1・第2・第3委員会それぞれの報告書となっている。運用上の問題が詳細に述べられている。
- 第3号　憲法運用の実際についての調査報告書（国民の権利及び義務・司法）
- 第4号　憲法運用の実際についての調査報告書（国会・内閣・財政・地方自治）
- 第5号　憲法運用の実際についての調査報告書（天皇・戦争の放棄・最高法規）

第6号から第9号は、第2号から第5号までの調査のなかで、明らかにされた各問題点に関する審議結果を報告したものである。本文第4編は以下のこの4つの報告書を総括したものである。
- 第6号　基本的問題に関する報告書
- 第7号　前文・天皇・戦争の放棄・改正・最高法規に関する報告書
- 第8号　国民の権利及び義務・司法に関する報告書
- 第9号　国会・内閣・財政・地方自治に関する報告書

- 第10号　憲法無効論に関する報告書 - 日本国憲法は連合国軍占領下の日本の国民の自由な意思に基づいて制定されたものではなく、成立手続からみても無効であるとする主張があるが、この報告書は特にこの問題に関する調査の結果を掲げたものである。第2号付属書と関連する。
- 第11号　公聴会に関する報告書
- 第12号　海外調査に関する報告書

### 刊行物
- 『各国憲法集』,憲法調査会事務局,1955年[5]
- 『各国憲法集（続）』,憲法調査会事務局,1957年
- 『各国憲法集　第3集』,憲法調査会事務局,1959年
- 『フランス憲法のあゆみ』,憲法調査会事務局[6]

憲法調査会議事録
- 『憲法調査会議事録 第1回 - 第131回』1957年。憲法調査会。
- 『憲法調査会第一委員会 第1 - 7回会議議事録（昭和33年）』。大蔵省印刷局、1958年
- 『憲法制定に関する小委員会 第1 - 25回議事録（昭和33年 - 昭和34年）』。大蔵省印刷局、1958年 - 1959年
- 『憲法調査会 第1 - 32回総会議事録（昭和33年 - 昭和34年）』。大蔵省印刷局、1958年 - 1959年
- 『憲法調査会 第1 - 6回公聴会記録（昭和34年）』。大蔵省印刷局,1959年

憲法調査会報告書
- 『憲法調査会報告書』,大蔵省印刷局,1964年,1161p
- 『憲法調査会における各委員の意見（憲法調査会報告書附属文書第1号）』,大蔵省印刷局,1964年,782p
- 『憲法制定の経過に関する小委員会報告書（憲法調査会報告書附属文書第2号）』,大蔵省印刷局,1964年,781p

付属書
- 『憲法運用の実際についての調査報告書・国民の権利及び義務（憲法調査会報告書附属文書第3号）』,大蔵省印刷局,1964年,466p
- 『憲法運用の実際についての調査報告書・国会内閣財政地方自治（憲法調査会報告書附属文書第4号）』,大蔵省印刷局,1964年,410p
- 『憲法運用の実際についての調査報告書・天皇戦争放棄（憲法調査会報告書附属文書第5号）』,大蔵省印刷局,1964年,308p
- 『基本的問題に関する報告書（憲法調査会報告書附属文書第6号）』,大蔵省印刷局,1964年,135p
- 『前文・天皇・戦争の放棄等に関する報告書（憲法調査会報告書附属文書第7号）』,大蔵省印刷局,1964年,268p
- 『国民の権利及び義務・司法に関する報告書（憲法調査会報告書附属文書第8号）』,大蔵省印刷局,1964年,171p
- 『国会・内閣・財政・地方自治に関する報告書（憲法調査会報告書附属文書第9号）』,大蔵省印刷局,1964年,330p
- 『憲法無効論に関する報告書（憲法調査会報告書附属文書第10号）』,大蔵省印刷局,1964年,
- 『公聴会に関する報告書（憲法調査会報告書附属文書第11号）』,大蔵省印刷局,1964年,285p
- 『海外調査に関する報告書（憲法調査会報告書附属文書第12号）』,大蔵省印刷局,1964年,350p

### エピソード
- 報告書が発表された当時の池田勇人首相は、報告書の完成を見たのちの9月9日に癌の発症が発見され、のちに退陣して翌年8月13日に65才で死去した。死去前の7月8日には池田の下で国務大臣を務めた河野一郎が67才で急死し、3日前には法務大臣を務めた高橋等が62歳で死去している。

## 両議院の憲法調査会
国会の各議院の憲法調査会は、国会法の一部改正により2000年（平成12年）1月20日（第147回国会（常会）召集日）に衆議院と参議院に個別に設置された委員会的組織（それぞれの名称は「衆議院憲法調査会」、「参議院憲法調査会」）である。委員は衆議院50名、参議院45名。ただし、議案提出権はなく、憲法改正案を提案することはできなかった。
憲法調査会はおおむね5年毎に調査報告を行っており、2005年の報告が最終の報告書となった。
国会法の一部改正により2007年（平成19年）8月7日に両議院に後継組織として、各議院に憲法審査会が設置されたことに伴い、両院の憲法調査会は廃止された。

## 政党の憲法調査会
政党にも、必要に応じ憲法調査会の名称を持つ内部組織が置かれることがある。